# Mick Ralphs
Mick Ralphs (Stoke Lacy, 31 marzo 1944 – Henley-on-Thames, 23 giugno 2025) è stato un chitarrista e compositore britannico, noto per essere stato membro dei Mott the Hoople e dei Bad Company.

## Biografia
Iniziò la sua attività nei Buddies, gruppo rock degli anni 1960, come chitarrista solista. Nel 1969 fu uno dei fondatori della rock band britannica Mott the Hoople, che abbandonò in seguito nel 1973.
Nel 1974 fu tra i fondatori del supergruppo Bad Company. Furono inoltre numerose le sue collaborazioni nel corso della sua carriera, come quella con David Gilmour. Dal 1984 fu attivo come solista.

## Discografia solista
- 1984 – Take this
- 2001 – It's All Good
- 2003 – That's Life